# Polygala parrasana
Polygala parrasana är en jungfrulinsväxtart som beskrevs av T. S. Brandegee. Polygala parrasana ingår i släktet jungfrulinssläktet, och familjen jungfrulinsväxter. Inga underarter finns listade i Catalogue of Life.